# Opstijgen

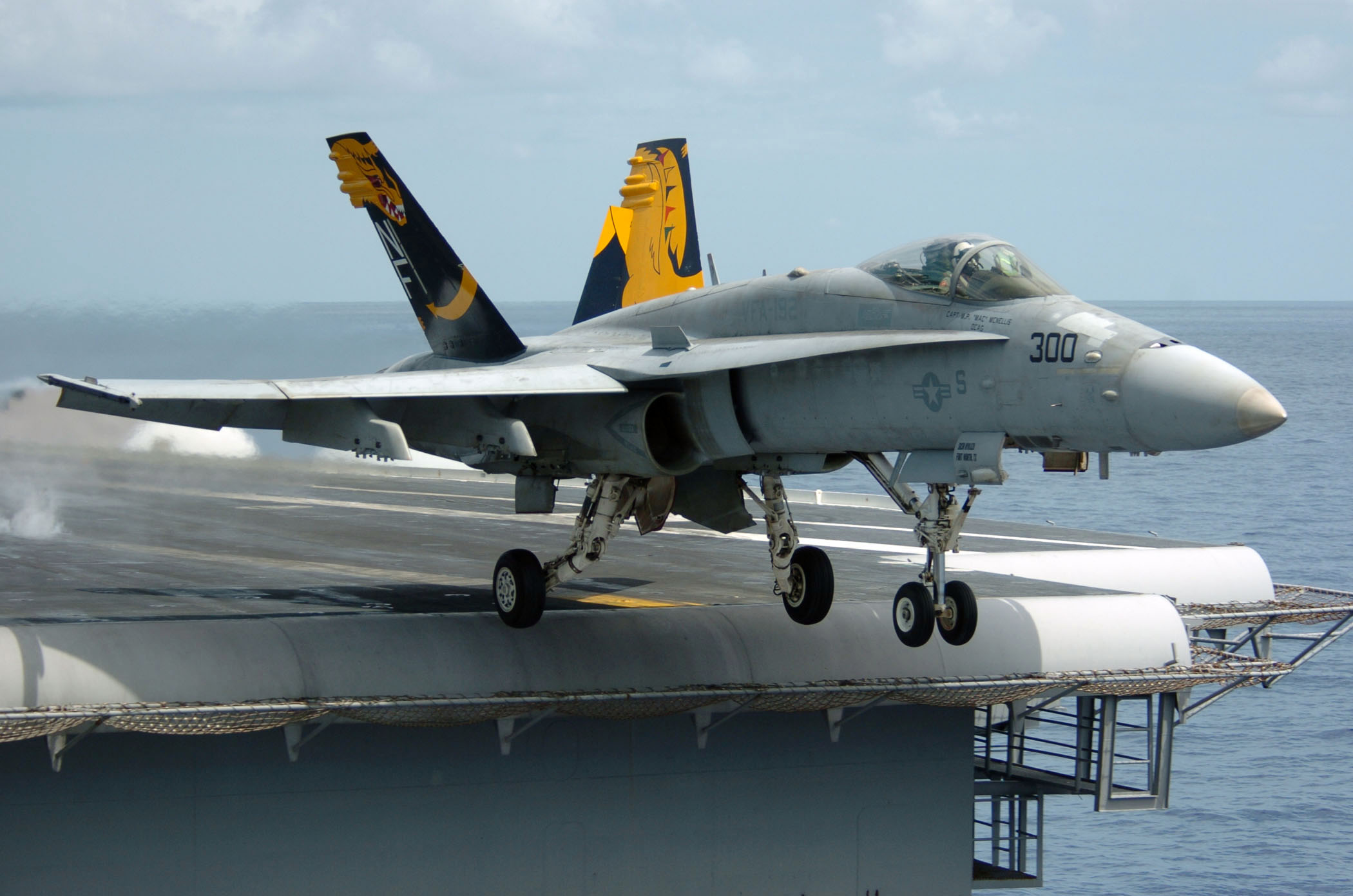
Een F/A-18 Hornet stijgt op vanaf de USS Kitty Hawk (CV-63)

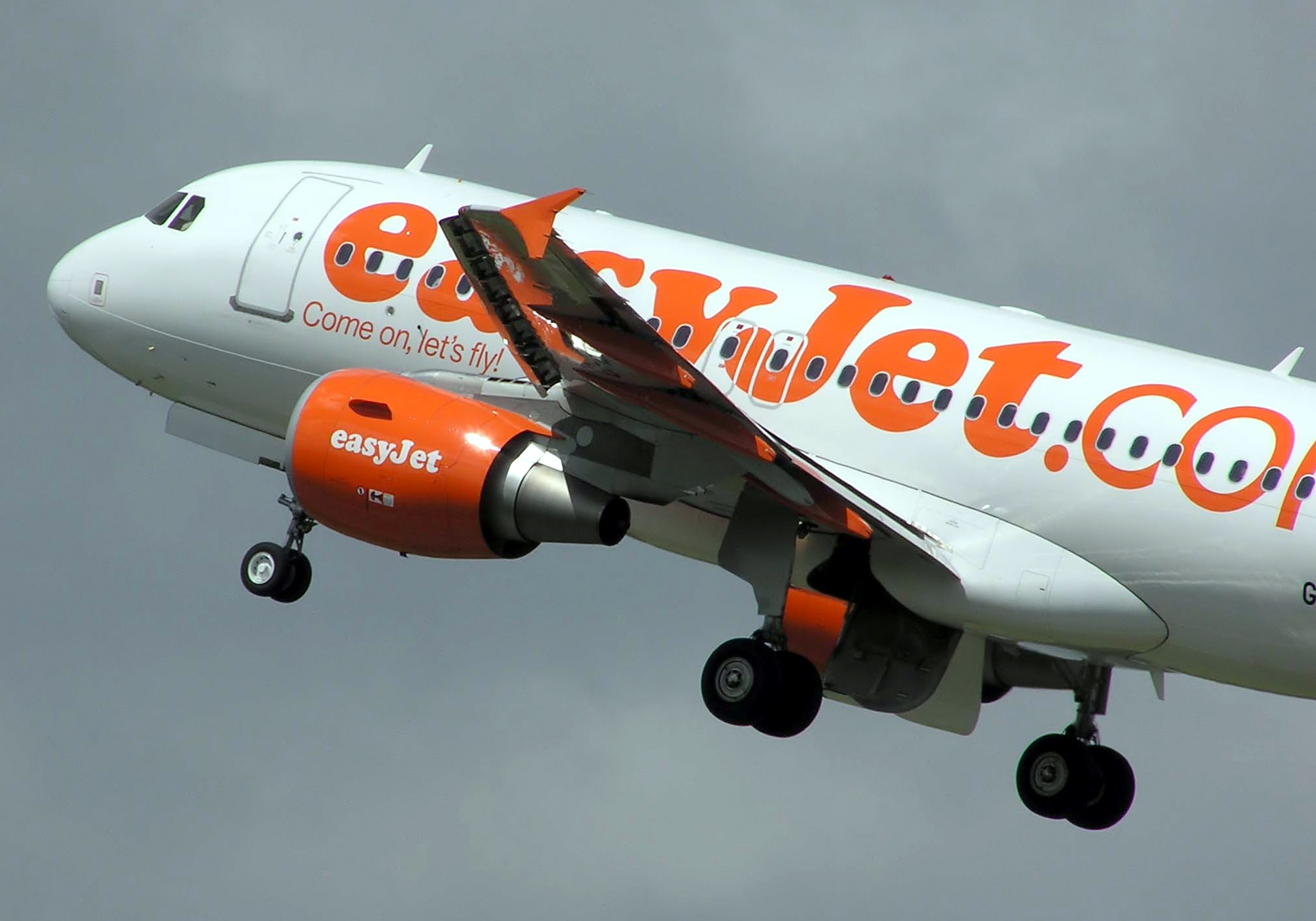
Een easyJet Airbus A319 stijgt op

Opstijgen (of  Starten) is de fase van het vliegen waarin een vliegtuig overgaat van op de grond bewegen naar vliegen in de lucht, meestal op een startbaan. Voor luchtballons, helikopters en sommige speciale VTOL-vliegtuigen is er geen start- en landingsbaan nodig. Opstijgen is het tegenovergestelde van landen.

## Vermogen
Voor lichte vliegtuigen wordt vol vermogen gebruikt tijdens het opstijgen. Verkeersvliegtuigen gebruiken over het algemeen niet hun maximale vermogen om op te stijgen om zo de slijtage van de motor te beperken. Vooraf wordt door de vliegers berekend wat het minimaal vereiste vermogen is. Dit is onder andere afhankelijk van het gewicht, de wind, de temperatuur en de lengte van de startbaan.
Vóór de start is het, bij vliegtuigen met zuigermotoren, gebruikelijk om de motoren kortdurend op vol vermogen te laten draaien om het toestel te controleren op eventuele motorstoringen.
Hierna wordt het vliegtuig versneld tot de zogenaamde rotatiesnelheid (Vr).
Dit is een van tevoren bepaalde snelheid waarbij het mogelijk en veilig is om het vliegtuig op te trekken zodat het draait om de hoofdas van het landingsgestel. De neus van het toestel wordt omhoog gebracht tot 5°–20°, waardoor er meer liftkracht wordt verkregen van de vleugels en het vliegtuig opstijgt. 
Vliegtuigen die zijn ontwikkeld voor vliegen op hoge snelheid, zoals commerciële straalvliegtuigen, hebben vleugels die zo veel snelheid nodig zouden hebben dat er extreem lange startbanen nodig zouden zijn. Om genoeg lift te genereren bij de relatief lagere snelheden zijn er bij deze toestellen aanpassingen (high-lift devices) om de welving van het vleugelprofiel te vergroten. Dit zijn onder andere de vleugelneuskleppen, slats in het Engels, en de welvingskleppen (Eng.: flaps). De slats en flaps worden tijdens de verdere klim van het vliegtuig weer ingetrokken, omdat ze relatief veel weerstand genereren.
Vlak na het opstijgen trekt men het landingsgestel in ook om de luchtweerstand te verlagen.
Een vleugel genereert lift als er lucht langs stroomt met voldoende snelheid. Daarom wordt de snelheid van een vliegtuig gemeten ten opzichte van de omringende lucht. Bij tegenwind heeft het vliegtuig al een relatieve snelheid, ook al staat het vliegtuig stil (grondsnelheid is nul, vliegsnelheid is de snelheid van de wind). Voor het starten is het voordeliger om tegen de wind in te starten, omdat het vliegtuig dan bij een lagere grondsnelheid kan vliegen dan met rugwind. Hierdoor is een kortere startbaan nodig.
Straalvliegtuigen hebben gewoonlijk een luchtsnelheid nodig van 130-155 knopen (250–290 km/h); lichtere vliegtuigen zoals de Cessna 150 hebben genoeg aan 55 knopen (100 km/h), terwijl ultralights met een nog lagere snelheid af kunnen.
Toestellen gebouwd voor korte start- en landingsbanen ("STOL") kunnen opstijgen met een aangewezen luchtsnelheid van 40 knopen, 74 km/h en bij voldoende tegenwind zelfs verticaal opstijgen.
Straaljagers die opstijgen van een vliegdekschip hebben een extra hulp nodig om de vereiste startsnelheid te bereiken. Dat gebeurde op oudere vliegdekschepen met een springschans, maar sedert de jaren 2000 wordt meer en meer gebruik gemaakt van een lanceerkatapult, aangedreven door een stoomturbine of, recenter, een elektromagnetische katapult.

## Benodigde snelheid

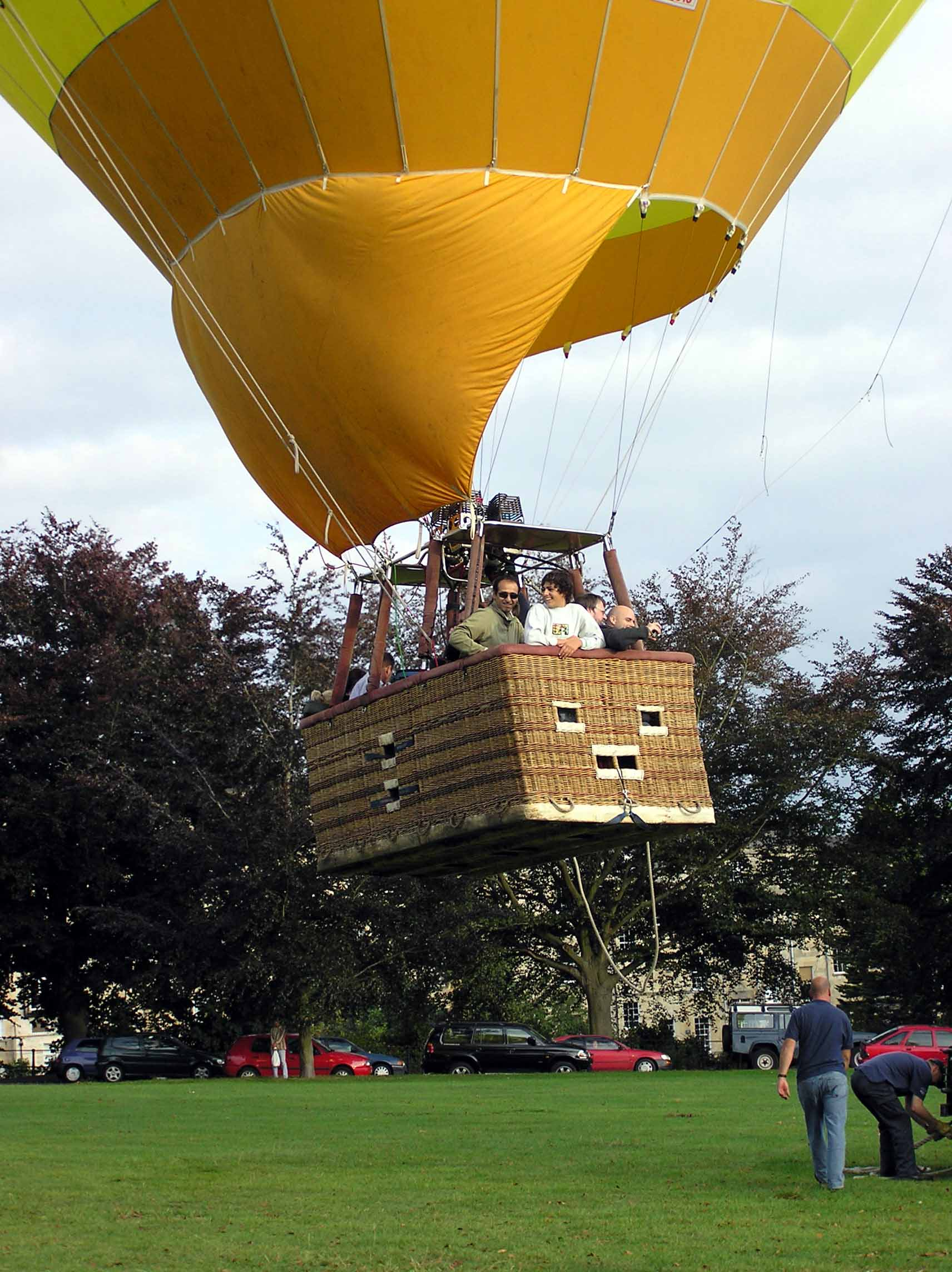
Een luchtballon stijgt op vanuit Royal Victoria Park, Bath, Groot-Brittannië

De snelheid die nodig is voor opstijgen is afhankelijk van factoren als de dichtheid van de lucht, de totale massa van het vliegtuig en de configuratie van het vliegtuig (flaps en/of slats wel of niet in gebruik).
De dichtheid van de lucht is weer afhankelijk van factoren als hoogte van het vliegveld en luchttemperatuur. De relatie tussen temperatuur, hoogte en luchtdichtheid kan worden uitgedrukt in density altitude, namelijk de hoogte in een standaard atmosfeer waarop de luchtdichtheid voorkomt die gelijk is aan de bestaande luchtdruk. Men kan deze berekenen via een tabel afgeleid van de standaardatmosfeer. Het kan dus voorkomen dat er rond het toestel een lagere luchtdichtheid heerst die theoretisch bij een grotere hoogte hoort en die daardoor zorgt voor bijvoorbeeld een lagere liftproductie van de vleugels.
De piloten van grote toestellen met meer motoren bepalen vooraf de decision speed (V1) die bepaalt welke actie er nodig is bij een kritieke verstoring (bijvoorbeeld een motorstoring) van de start. Deze snelheid wordt bepaald door atmosferische omstandigheden, de lengte van de startbaan en andere bijzondere omstandigheden zoals obstakels aan het einde van de startbaan. Wanneer de snelheid lager is dan V1 wordt de start afgebroken. Wanneer een probleem optreedt bij een snelheid die groter is dan V1, wordt de start niet afgebroken: het vliegtuig stijgt op, en keert daarna eventueel terug naar de luchthaven voor een landing.
Nadat de (niet sturende) piloot eerst V1 heeft genoemd, noemt hij of zij de Vr of zegt “rotate” om aan te geven dat de rotatiesnelheid is bereikt waarop het toestel kan roteren, dus de neus omhoog kan laten gaan. Bij transportvliegtuigen wordt de Vr zo berekend dat het toestel 3 seconden na de rotatie in de juiste positie en op de juiste startsnelheid is om op te kunnen stijgen. V2 is een veilige klimsnelheid om met een motor uit (N−1) de klim voort te zetten.
Bij lichte toestellen met één of twee motoren wordt door de piloot uitgerekend hoeveel meter startbaan er nodig is om op te stijgen en eventuele obstakels te vermijden om er zeker van te zijn dat de startbaan lang genoeg is (de benodigde baanlengte is afhankelijk van de belading van het toestel en van de atmosferische omstandigheden). Er wordt vaak een veiligheidsmarge ingebouwd om, in geval van nood, de start te kunnen afbreken en nog te kunnen stoppen op de startbaan. Bij eenmotorige vliegtuigen is er bij uitvallen van de motor geen andere optie dan de start af te breken.
Als er aan het eind van de startbaan een obstakel moet worden vermeden, gebruikt de piloot de snelheid met de maximale stijgingshoek, de Vx, die ervoor zorgt dat er zo veel mogelijk hoogte wordt gewonnen per horizontale afstand. Als er geen obstakel is of nadat het obstakel is gepasseerd, kan de Vy gebruikt worden, de beste klimsnelheid, waarbij er zo veel mogelijk wordt geklommen per tijdseenheid. Normaal gesproken is de Vx kleiner dan de Vy maar vereist wel een grotere hoek met de neus omhoog (pitch angle).

## Zweefvliegtuigen
Zweefvliegtuigen hebben andere manieren van opstijgen: meestal wordt er een lier gebruikt of wordt het toestel achter een sleepvliegtuig de lucht ingetrokken.